# 1889
Cette page concerne l'année 1889 (MDCCCLXXXIX en chiffres romains) du calendrier grégorien.

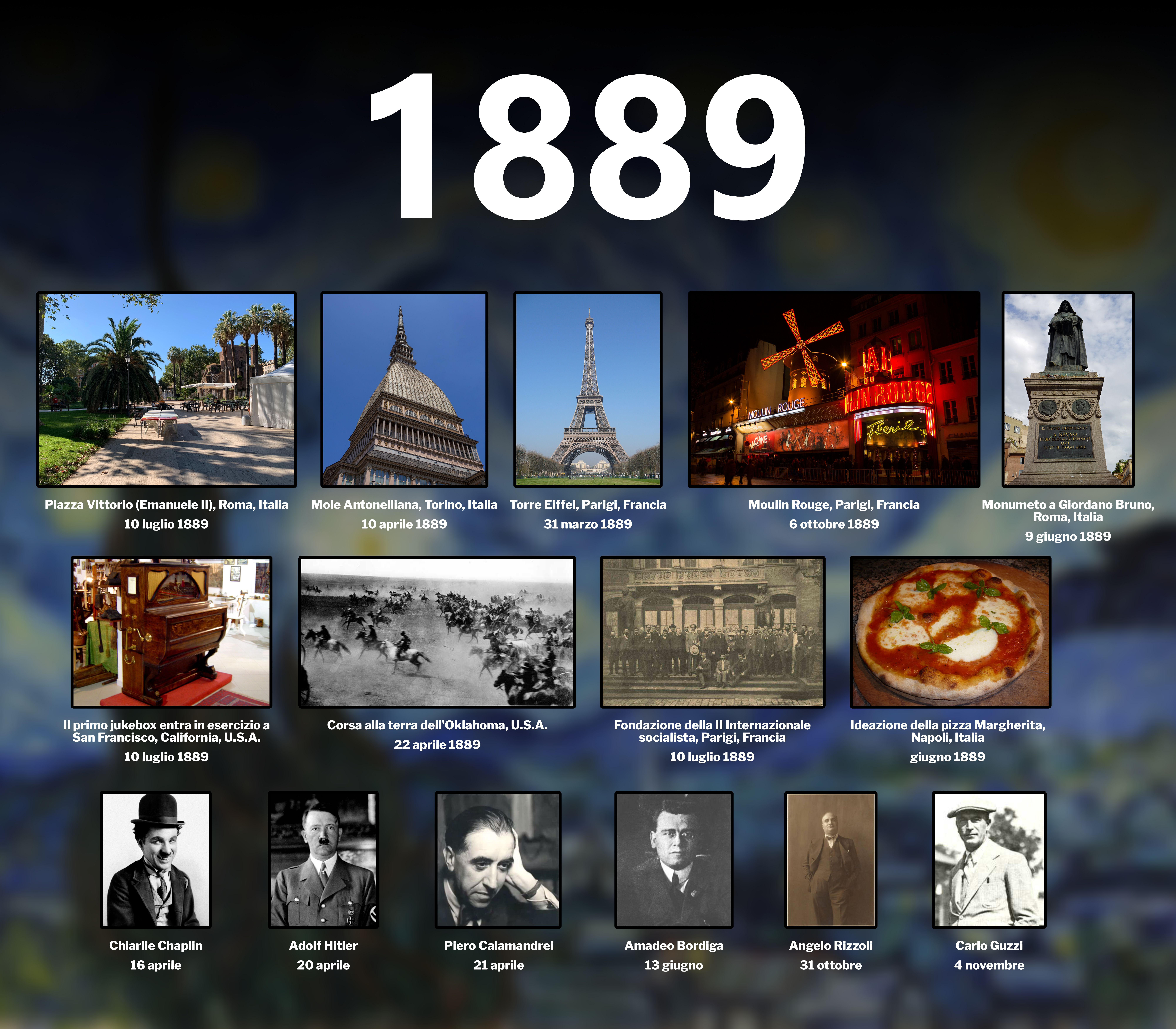
L'année 1889

L'année 1889 est une année commune qui commence un mardi.

## Événements

### Afrique
- 10 janvier : traité signé  entre Binger et le roi dioula de Kong Karamoko Oulé Ouattara. La France établit son protectorat sur la Côte d’Ivoire[1].
- 29 janvier : Lobengula, roi du Matabélé, envoie en vain une délégation à Londres pour faire abroger le traité de 1888 ou obtenir un protectorat du Royaume-Uni pour se défendre contre la rapacité des colons[2].
- 6 février : une ambassade marocaine menée par le gouverneur de la Chaouia Ben Rechid est reçue à Berlin[3] pour y négocier un traité commercial et un contrat d’armement. L’Allemagne soucieuse d’équilibrer la pénétration française et britannique sur le continent africain, entend ainsi accroître son influence au Maroc. Le 1er juin 1890, le Comte Tattenbach signe à Fès un nouveau traité de commerce.
- 8 février et 7 avril : protectorat italien sur les sultanats d’Obbia et de Midjertein (capitale Calula) en Somalie[4].
- 18 février : le général Archinard prend Koundian. Il conquiert les restes de l’empire de El Hadj Omar (Mali) de 1889 à 1892[5].
- 9 mars : le négus d’Éthiopie Yohannès IV lance une grande offensive contre les mahdistes. Les Éthiopiens sont vainqueurs à la bataille de Metemma sur 60 000 mahdistes[6].
- 10 mars : le négus d’Éthiopie Yohannès IV meurt des suites de ses blessures. Les Éthiopiens se retirent, laissant la victoire, aux Mahdistes[6].
- 2 mai : le traité d’Uccialli (ou Wichale) établit le protectorat théorique de l’Italie sur l’Éthiopie. Ménélik II, appuyé par les troupes italiennes, qui avait négocié avec le négus Yohannès IV un droit de succession, consacre la pénétration de l’Italie en Érythrée, au nord du Mareb. Rome reconnaît le nouvel empereur[6].
- 8 mai :  victoire des troupes coloniales allemandes à la bataille de Nzole sur les partisans d’Abushiri[7].
- 13 mai : l’explorateur canadien William Grant Stairs atteint la rivière Semliki, qui est une source du Nil ; du 6 au 8 juin, il tente l’ascension du Rwenzori et atteint l’altitude de 3 253 mètres[8].
- 2 juin : occupation de Keren en Érythrée par les Italiens[6].
- 24 juin : Curt von François débarque à Walvis Bay avec 21 soldats allemands et la mission de combattre Hendrik Witbooi[9].
- 25 juin : fondation du poste de Bangui par les frères Dolisie sur ordre de Savorgnan de Brazza[10]. Début de la pénétration française dans la région de l’Oubangui-Chari. Le pays est traversé par de nombreuses ethnies qui fuient soit les trafiquants d’esclaves, soit le despotisme des chefs musulmans. Les Français y rencontrent des sociétés organisées autour des clans ou des familles et des sultanats militaires dont une des activités est la déportation des peuples oubanguiens vers l’Orient.
- 31 juillet : fondation de la Compagnie de chemin de fer du Bas-Congo, filiale de la Compagnie du Congo pour le commerce et l’industrie chargée de construire la ligne Matadi-Léopoldville, est dotée de vastes territoires (616 000 ha)[11].
- 3 août :
  - victoire anglo-égyptienne sur les Mahdistes à la bataille de Toski[12].
  - occupation d’Asmara par les Italiens, sur la côte de la mer Rouge, qui sera bientôt le chef-lieu de la province d’Érythrée[13]
  - Accord italo-britannique de Londres délimitant les sphères d’influence des deux pays en Somalie, approuvé par le sultan de Zanzibar le 18 novembre[14].
- 10 août : face à l’arrivée massive de colons européens, Lobengula, roi du Matabélé, écrit à la reine Victoria du Royaume-Uni[15].
- 19 août : par une déclaration, l’Allemagne renonce à l’Ouganda, contrôlé depuis le début des années 1880 par le médecin allemand Emin Pacha, gouverneur de la province égyptienne d’Équatoria[16].
- Août-novembre : expédition du Portugais Serpa Pinto sur le Shiré (Malawi actuel). Il bat les Makololo, qui ont signé un traité de protectorat avec les Britanniques, à Mpassa au Massingire le 8 novembre. Il tente en vain de réunir l’Angola au Mozambique. Il doit évacuer les territoires concernés devant l’opposition britannique le 11 janvier 1890[17].
- 13 septembre : le sultan de Zanzibar s’engage à abolir l’esclavage[18] et accorde le droit de visite à l’Allemagne et au Royaume-Uni.
- 6 octobre : Hans Meyer et Ludwig Purtscheller font la première ascension du Kibo sur Kilimandjaro[19].
- 11 octobre : Mwanga II, roi du Bouganda détrôné en 1888, reprend sa capitale Mengo après avoir chassé les catholiques  avec une armée musulmane et remonte sur le trône[20].
- 29 octobre : création de la British South Africa Chartered Company. La Grande-Bretagne délivre une charte à une compagnie dirigée par Cecil Rhodes l’autorisant à organiser la colonisation du Bechuanaland et des autres régions de l’Afrique du Sud[2].

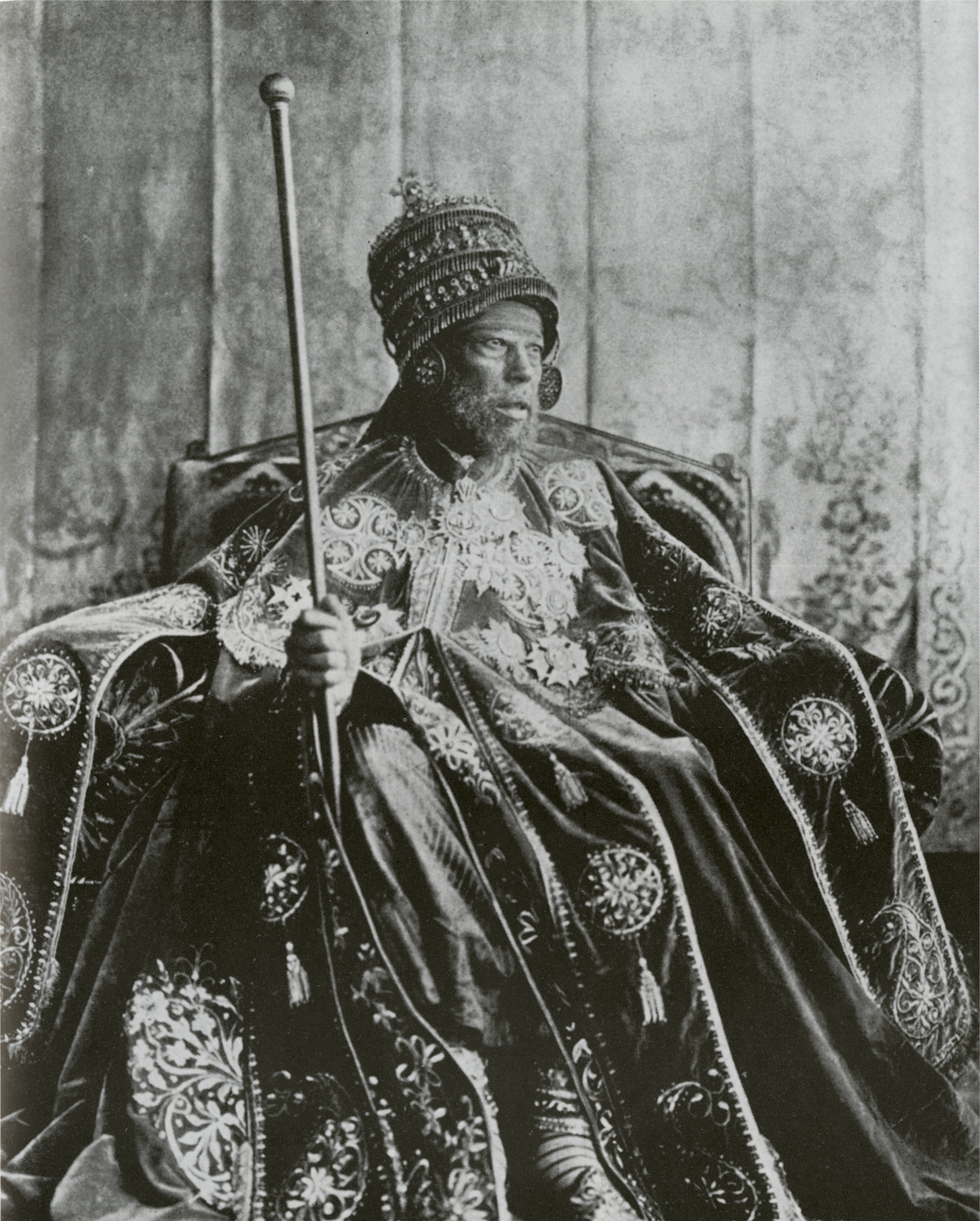
3 novembre : Ménélik II, empereur d’Éthiopie.

- 3 novembre : Ménélik II, qui a obtenu l’allégeance d’une grande majorité de la noblesse éthiopienne, se fait couronner négus d’Éthiopie, restaurant la dynastie salomonide (fin en 1913)[6].
- 25 novembre : Kalema (en) contre attaque et reprend Mengo, la capitale du Bouganda avec l’aide des troupes de Kabarega du Bounyoro. L’armée du Bounyoro occupe pendant trois mois la capitale, commettant de nombreuses destructions et exactions. Elle en est chassé par les chrétiens qui rétablissent Mwanga II le 16 janvier 1890[21].
- 1er décembre[22] : ‘Ali Youssef, un jeune cheikh azharite, protégé de Riyad, fait paraître le premier journal totalement égyptien, Al-Mu’ayyad, où s’exprime le refus de la présence britannique.
- 11-15 décembre : capture et pendaison du roi Abushiri, révolté contre les Allemands en Afrique orientale[7].
- 30 décembre : début du règne de Béhanzin, roi d’Abomey (fin en 1894)[23]. La pratique instaurée depuis le règne de Ghézo de confier l’administration centrale ou territoriale à des princes de la lignée royale menace la sécurité de l’État au Dahomey.

### Amérique
- 4 mars : début de la présidence républicaine de Benjamin Harrison aux États-Unis (fin en 1893)[24].

- 22 avril : ruée sur l’Oklahoma[25].

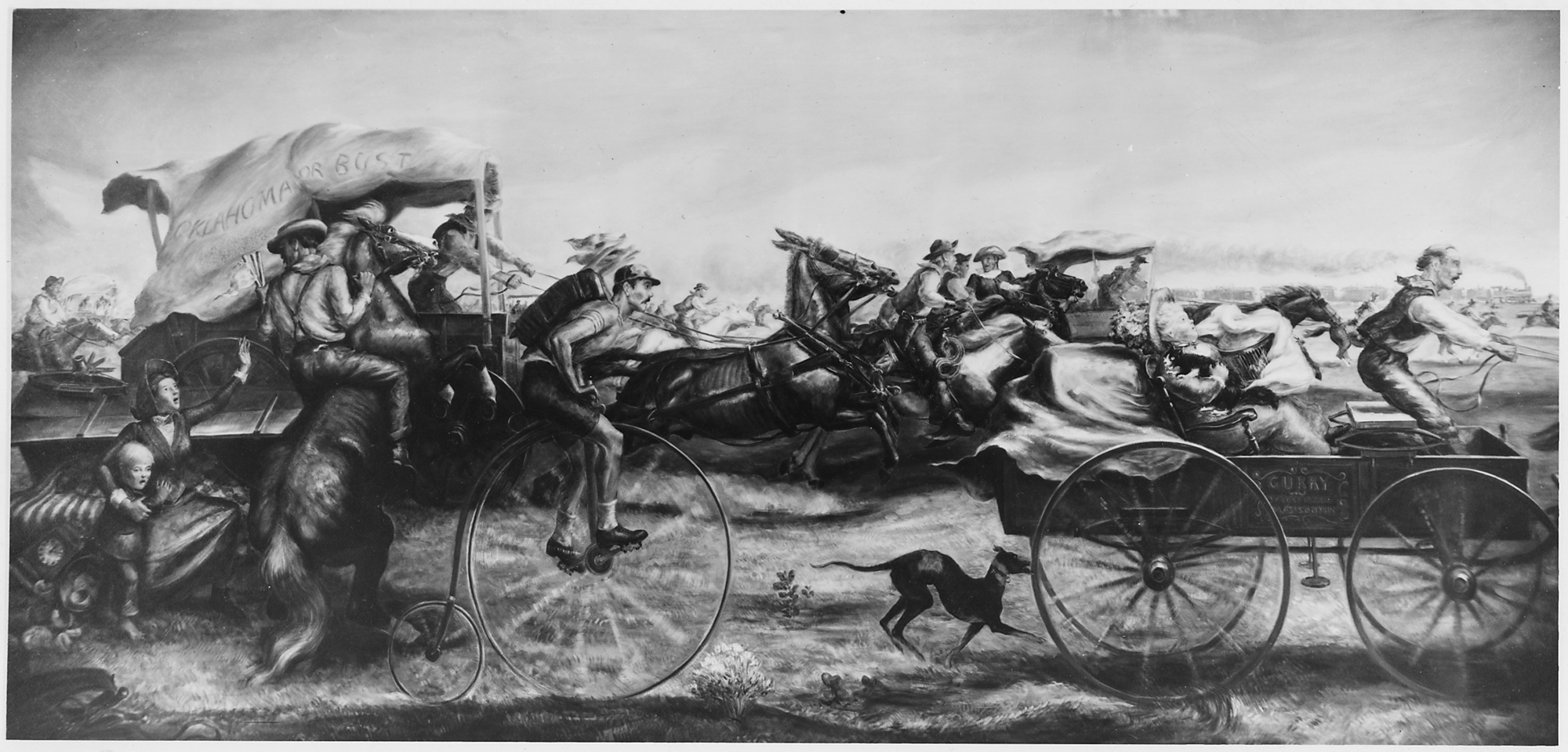
22 avril : ruée sur l’Oklahoma. Peinture de John Steuart Curry.

- 15 juillet : tentative d'assassinat de Pierre II du Brésil à Rio de Janeiro.
- 2 octobre : ouverture à Washington de la première conférence internationale des États américains (en). Les États-Unis proposent une sorte d’union douanière à l’échelle du continent[26]. Les participants se séparent sur un échec, les États-Unis voulant interdire à tout le continent les produits européens. Les Latino-Américains, notamment les Argentins, soucieux de protéger leur souveraineté, n’acceptent que la création d’un Bureau commercial des Républiques américaines ;
- 28 octobre : le congrès péruvien ratifie le Contrat Grace (es)[27] ou protocole Aspíllaga-Donoughmore signé le 25 octobre 1888[28]. Incapable de faire face au remboursement de ses divers emprunts, le Pérou doit concéder pour une durée de soixante-six ans les bénéfices des chemins de fer et de l’exploitation du guano. D’une manière générale, l’ensemble de l’Amérique latine est confrontée à des déficits budgétaires en augmentation croissante.

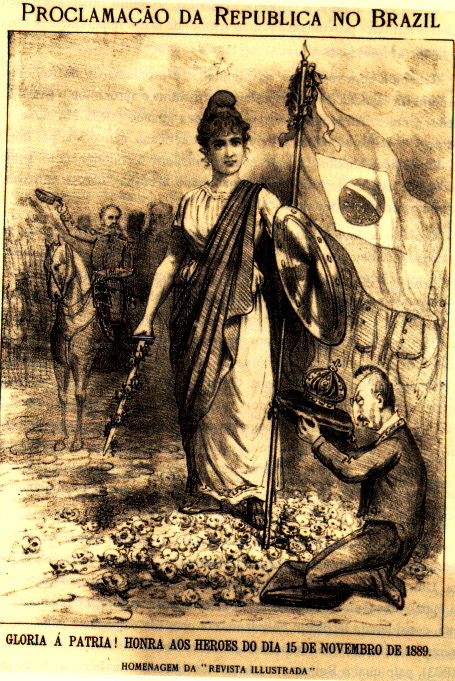
15 novembre : la République est proclamée au Brésil. Hommage de la Revista Illustrada.

- 15 novembre, Brésil : le régime de l'empereur Pierre II du Brésil, devenu très impopulaire auprès des grands propriétaires terriens, pour avoir aboli l’esclavage, est renversé sans effusions de sang par l’armée, dirigée par le général Manuel Deodoro da Fonseca[29]. La République est proclamée (República Velha, 1889-1930) et l’armée entre sur la scène politique brésilienne. La nation est informée que la dynastie impériale est détrônée. Tout le monde l’accepte (les planteurs abandonnent un empire qui émancipait les esclaves). Dans les provinces, seul Bahia et le Maranhão réagissent défavorablement. L’empereur abdique et part en exil. Il meurt à Paris le 5 décembre 1891. Fonseca forme un gouvernement provisoire et convoque une assemblée constituante, qui promulgue une constitution en 1891 qui établit une République fédérale. Elle consacre la séparation de l’Église et d’État sur le modèle des États-Unis[30]. Le pape approuve.
- 3 décembre, Brésil : un comité de cinq juristes prépare la Constitution (proclamée en 1891). Le ministre Ruy Barbosa lui donne une orientation « présidentielle ». La République qui se veut progressiste, est en réalité entièrement contrôlée par l’oligarchie du parti républicain[31].

### Asie et Pacifique
- 30 janvier : la Banque impériale Perse est concédée au Baron Paul Julius Reuter[32]. Le chah de Perse octroie des concessions bancaires aux Britanniques et aux Russes. Les Britanniques obtiennent le monopole sur les tabacs (Major Gerald F. Talbot, le 8 mars 1890)[33].

- 11 février, Japon :

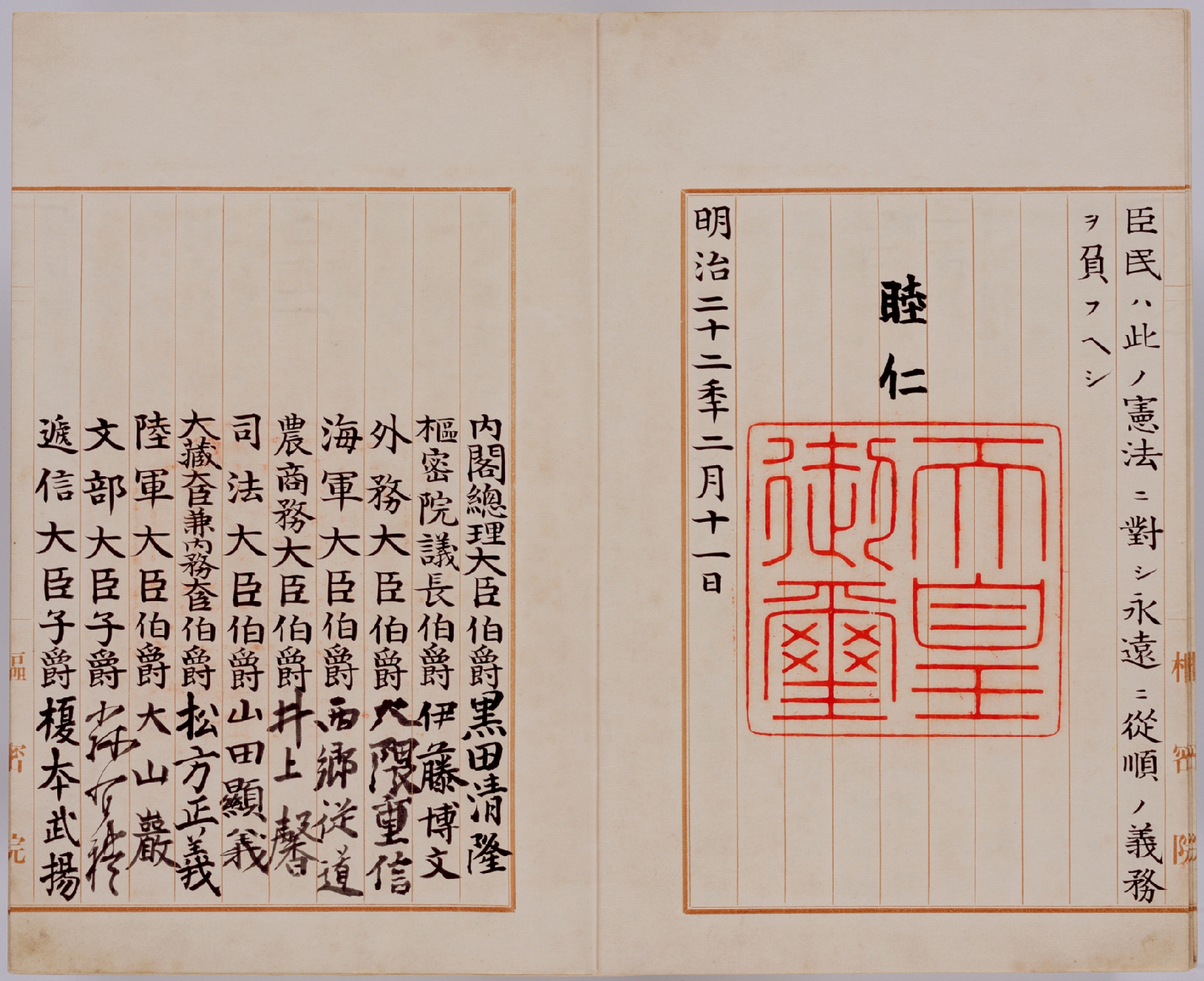
Le sceau impérial sur la Constitution de Meiji

  - promulgation de la Constitution de Meiji, rédigée par le prince Hirobumi Itō (1848-1909)[34]. Elle établit deux Chambres, l’une élue au suffrage censitaire, l’autre, en partie nommée, la Chambre des pairs, composé de membres de la noblesse de cour (kuge) et des familles daimyos. Les Chambres forment le parlement impérial. La Constitution confère au parlement (Diète) le droit de discuter et d’approuver le budget, celui de faire les lois. Les compétences des deux Chambres étant sensiblement les mêmes, aucune loi n’est adoptée si l’une ou l’autre de ces instances ne l’approuve. Le Japon devient le premier pays non européen à se doter d’une constitution moderne.
  - le ministre de l’éducation japonais Mori Arinori est poignardé par un prêtre du shintô[35] ; il meurt le lendemain.
- 23 mars, Inde : Mirza Ghulam Ahmad fonde le mouvement Ahmadiyya, qui deviendra le principal promoteur de la renaissance islamique[36].
- 14 juin : traité de Berlin, conclu par l’Allemagne, la Grande-Bretagne et les États-Unis sur les Samoa. Les trois pays garantissent leur indépendance et leur neutralité sous la surveillance des grandes puissances (protectorat tripartite)[37].
- 13 juillet : décret organisant la libre installation de paysans russes au Kazakhstan[38],[39]. Plus d’un million de paysans slaves s’implantent au nord des steppes entre 1889 et 1914.
- 14 juillet : fondation à Istanbul par l’opposition libérale du Comité Union et Progrès (CUP)[40], qui diffuse ses idées laïques et positivistes à travers l’Empire ottoman par la formation de cellules clandestines composées principalement de fonctionnaires et d’officiers.
- 6 juillet : Gabriel Bonvalot et le prince Henri d’Orléans quittent Paris pour un voyage d’exploration au Tibet sur les traces de Huc et Gabet. Ils atteignent Jarkent fin août. Ils sont arrêtés non loin de Lhassa le 16 février 1890 et rejoignent Hanoï le 29 septembre 1890. Ils rentrent à Paris le 25 novembre[41].
- 23 septembre, Japon : création de Nintendo Koppaï (ancien nom de Nintendo) par Yamauchi Fusajirō[42].

- Fondation de la Bengal Iron and Steel Company[43].

### Europe
- 1er janvier : fondation du parti social-démocrate en Autriche à l’issue du congrès de Hainfeld[44].
- 3 janvier :
  - constitution libérale en Serbie (22 décembre 1888 du calendrier julien)[45].
  - le philosophe allemand Friedrich Nietzsche s'effondre à Turin, enserrant dans ses bras le cou d'un cheval violemment fouetté par son cocher. Il ne retrouvera jamais l'usage de la raison[46].

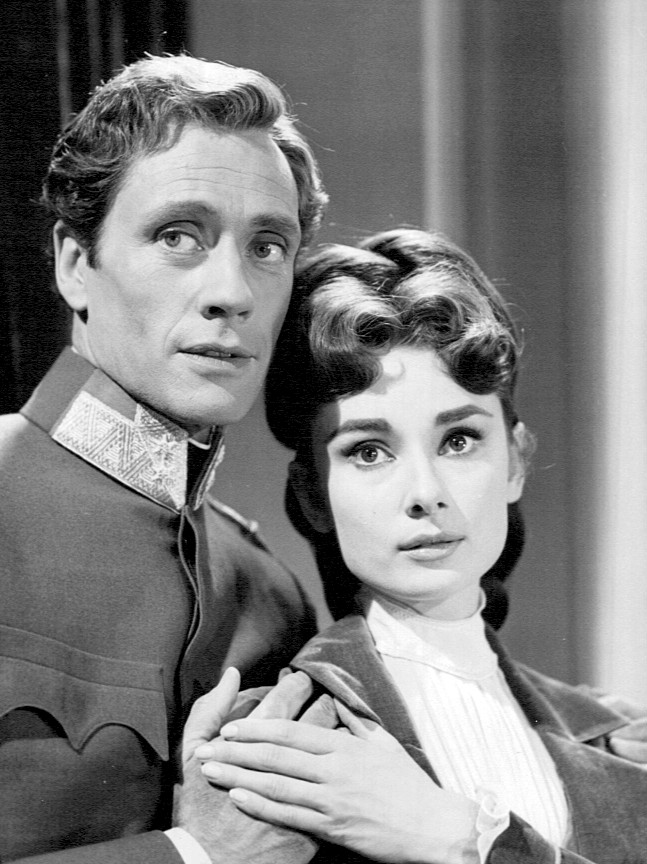
30 janvier : le drame de Mayerling a inspiré le cinéma mondial, ici Audrey Hepburn et Mel Ferrer dans les rôles de Marie Vetsera et Rodolphe d’Autriche, 1957

- 30 janvier : mort mystérieuse à Mayerling de l' héritier du trône d’Autriche-Hongrie,Rodolphe d’Autriche (et de sa maîtresse Marie Vetsera)[47].
- Janvier : Bismarck échoue à conclure une alliance défensive avec le Royaume-Uni contre la France et la Russie. En octobre, il se tourne à nouveau vers la Russie, proposant le renouvellement du traité de contre-assurance[48].
- Février : la révolutionnaire allemande Rosa Luxemburg doit s’exiler en Suisse[49].
- 6 mars (22 février du calendrier julien) : le roi de Serbie Milan Obrenović, mis en difficulté par les conservateurs pro-autrichiens et par les radicaux pro-russes, abdique en faveur de son fils Alexandre (13 ans), encadré par un conseil de régence[50].
- 31 mars : inauguration de la Tour Eiffel[51].
- 13 avril : loi scolaire du ministère Mackay aux Pays-Bas, autorisant les subventions aux écoles privées[52].
- 19 - 22 avril : congrès de Stockholm, constitutif du Parti social-démocrate suédois des travailleurs[53].
- 3 mai - 6 juin : grève générale des mineurs en Allemagne[54]. Alors que Bismarck défend la répression (intervention de l’armée), Guillaume II préfère la négociation. L’empereur impose son point de vue et les mineurs obtiennent gain de cause.
- 5 mai : loi sur le travail protégeant les femmes et les enfants aux Pays-Bas[55].
- 6 mai : ouverture de l’Exposition universelle de Paris[56].
- 31 mai : au Royaume-Uni, les Communes adoptent le Naval Defence Act, loi de défense qui garantit le financement d’une marine nationale qui sera la première du monde[57].
- 22 juin : loi sur l’invalidité et la vieillesse en Allemagne[58]. Fondation d’une caisse alimentée par moitié par les patrons et les travailleurs qui assure des prestations en cas d’accident du travail et une pension à partir de 65 ans.
- 6 juillet : un mandat d’arrêt est délivré contre Hammond et Newlove propriétaires d’une maison close pour hommes à Londres[59]. Début du scandale de Cleveland Street, qui implique le duc de Clarence, Arthur Somerset et le Comte d’Euston.
- 13 juillet : loi restrictive sur les migrations en Russie[39]. Nécessité d’une permission du ministère de l’Intérieur et du ministère des Domaines de l’État.
- 14-20 juillet : réunion du congrès socialiste international de Paris ; fondation de la Deuxième Internationale des travailleurs. Elle décide de faire de chaque 1er mai une journée de manifestation avec pour objectif la réduction de la journée de travail à huit heures[60].
- 24 juillet : promulgation du Code civil en Espagne[61].
- 25 juillet (12 juillet du calendrier julien) : suppression des juges de paix en Russie, sauf dans les grandes villes. Création dans les districts de campagne du chef rural (Zemski natchalnik), cumulant pouvoirs administratifs et judiciaires. Noble, nommé par le gouvernement, il dépend du ministère de l’Intérieur[62].
- 15 septembre[63] : au congrès de Presbourg le parti ouvrier hongrois, doté d’une nouvelle direction (Paul Engelmann) décide de relancer l’agitation[64].
- 4 octobre : ouverture de l’université de Fribourg[65].
- 19 octobre : début du règne de Charles Ier, roi de Portugal (fin en 1908)[66].
- 13 décembre : loi sur le travail protégeant les femmes et les enfants en Belgique[67].

## Naissances en 1889
- 1er janvier :
  - Dario Beni, coureur cycliste italien († 11 février 1969).
  - Ottavio Pratesi, coureur cycliste italien († 3 novembre 1977).
- 2 janvier : Walter Baldwin, acteur américain († 27 janvier 1977).
- 3 janvier : Iris Calderhead, suffragette américaine († 6 mars 1966).
- 4 janvier : Ernő Pór, homme politique hongrois († 24 août 1937).
- 8 janvier : Pierre Hodé, peintre et décorateur de théâtre français († 15 décembre 1942).
- 13 janvier : Frans Louis Wiemans, compositeur, pianiste, organiste, violoniste et ingénieur indonésien († 1935).
- 14 janvier :
  - Fernand Labat, peintre, graveur, illustrateur français († 11 février 1959).
  - Raylambert, peintre et illustrateur français († 16 juillet 1967).
- 19 janvier :
  - Pierre Delarue-Nouvellière, architecte, peintre, illustrateur et photographe français († 26 avril 1973).
  - Sophie Taeuber-Arp, peintre, sculptrice et danseuse suisse († 13 janvier 1943).
- 22 janvier :
  - Willi Baumeister, peintre et typographe allemand  († 31 août 1955).
  - Giovanni Micheletto, coureur cycliste italien († 9 septembre 1958).
  - Henri Pélissier, coureur cycliste français († 1er mai 1935).
- 23 janvier : Claribel Kendall, mathématicienne américaine († 17 avril 1965).
- 24 janvier : Vladimir Chtcherbatchiov, compositeur et pédagogue russe de l'ère soviétique († 5 mars 1952).
- 28 janvier : Ramon Iglesias y Navarri, évêque d'Urgell et Coprince d'Andorre († 31 mars 1972).
- 29 janvier :
  - Gottfrid Berg, organiste, chef de chœur et compositeur suédois († 24 juillet 1970).
  - Rudolf Mauersberger, compositeur allemand († 22 février 1971).

- 2 février : Jean de Lattre de Tassigny, maréchal de France († 11 janvier 1952).
- 3 février : Carl Theodor Dreyer, réalisateur danois († 20 mars).
- 4 février :
  - Walter Catlett, acteur et scénariste américain († 14 novembre 1960).
  - Maurice Orban, homme politique belge († 21 mai 1977).
- 5 février :
  - Félix de Pomés, footballeur, escrimeur, acteur et réalisateur de cinéma espagnol († 17 juillet 1969).
  - Stanké Dimitrov, homme politique bulgare († 26 août 1944).
- 6 février : Herbert Hübner, acteur allemand († 27 janvier 1972).
- 7 février : Harry Nyquist, scientifique suédois († 4 avril 1976).
- 9 février : Adolf Riebe, joueur et entraîneur de football austro-hongrois puis autrichien († 3 mai 1966).
- 11 février : Léon Comès, coureur cycliste français († 16 octobre 1915).
- 12 février : Edward Hanson, homme politique américain († 18 octobre 1959).
- 17 février : Geoffrey Toye, chef d'orchestre, compositeur et producteur anglais d'opéras († 11 juin 1942).
- 18 février : Togyū Okumura, peintre japonais du style nihonga d'aquarelle († 25 septembre 1990).
- 20 février : Maurice Barraud, peintre et illustrateur suisse († 11 novembre 1954).
- 21 février :
  - Felix Aylmer, acteur britannique († 2 septembre 1979).
  - Otto Wallburg, acteur et humoriste allemand († 30 octobre 1944).
- 23 février :
  - Cyril Delevanti, acteur anglais († 13 décembre 1975).
  - John G. Winant, homme politique américain († 3 novembre 1947).

- 1er mars : Georges de Sonneville, peintre, dessinateur et graveur français († 21 mars 1978).
- 4 mars : Jean-Gabriel Domergue, peintre et graveur français († 16 novembre 1962).
- 7 mars : 
  - Dorothy Macardle, écrivaine irlandaise († 23 décembre 1958).
  - René Plaissetty, acteur, réalisateur et producteur de cinéma († 4 janvier 1955).
- 11 mars : Charles Bennett, acteur britannique († 15 février 1943).
- 17 mars :
  - Harry Clarke, peintre-verrier et illustrateur irlandais († 6 janvier 1931).
  - Maurice Sauvayre, peintre, graveur, illustrateur et dessinateur humoristique français († 10 septembre 1968).
- 18 mars : René Jaudon, dessinateur et lithographe français († 24 août 1966).
- 23 mars : Robert Ames, acteur américain  († 27 novembre 1931).
- 29 mars :
  - Warner Baxter, acteur américain († 7 mai 1951).
  - André Favory, peintre et illustrateur français († 5 février 1937).
  - Pierre Vellones, peintre et compositeur français († 17 juillet 1939).
- 31 mars :
  - Alan Crolius, acteur américain († 3 mai 1936).
  - Štefan Osuský, homme politique et diplomate tchécoslovaque († 27 septembre 1973).

- 1er avril : Hermann Felsner, joueur et entraîneur de football austro-hongrois puis autrichien († 6 février 1977).
- 5 avril :
  - Francisco Baonza, athlète, footballeur puis arbitre de football († 20 avril 1959).
  - Émile Engel, coureur cycliste français († 14 septembre 1914).
- 7 avril : Gabriela Mistral (Lucila Godoy y Alcayaga), poétesse chilienne († 10 janvier 1957).
- 12 avril :
  - Jan Cornelis Hofman, peintre néerlandais († 30 avril 1966).
  - Marcel Niquet, peintre français († 21 décembre 1968).
  - Said Souchinski, chanteur russe, azerbaïdjanais puis soviétique  († 1er novembre 1965).
- 14 avril : James Stephenson, acteur britannique († 29 juillet 1941).
- 15 avril : Constant Ménager, coureur cycliste français († 19 décembre 1970).
- 16 avril : Charlie Chaplin, acteur, réalisateur, scénariste et compositeur († 25 décembre 1977).
- 18 avril : Luigi Spazzapan, peintre italien († 18 février 1958).
- 20 avril : Adolf Hitler, homme politique, dictateur et Führer du troisième Reich allemand († 30 avril 1945).
- 21 avril :
  - Piero Calamandrei, professeur d'université et homme politique italien († 27 septembre 1956).
  - Paul Karrer, chimiste († 18 juin 1971).
- 23 avril : André Romand, peintre français († 8 mars 1982).
- 26 avril : Ludwig Wittgenstein, philosophe autrichien français († 29 avril 1951).
- 28 avril : António de Oliveira Salazar, dictateur portugais, président du Conseil portugais († 27 juillet 1970).
- 30 avril : Rudolph Simonsen, compositeur, historien de la musique et pédagogue danois († 28 mars 1947).
- ? avril : Jules Antoine Van den Weghe, footballeur français († mai 1969).

- 1er mai : Jean-Jules Dufour, peintre, illustrateur et aquafortiste français († 24 mai 1973).
- 4 mai : Francis Spellman, cardinal américain, archevêque de New York († 2 décembre 1967).
- 6 mai : Lioubov Popova, styliste et peintre russe († 25 mai 1924).
- 7 mai : Carlos Martínez Baena, acteur et scénariste hispano-mexicain († 29 mai 1971).
- 10 mai : Armando Reverón, peintre vénézuélien († 18 septembre 1954).
- 11 mai : Paul Nash, peintre et graveur sur bois britannique († 11 juillet 1946).
- 21 mai : Otto Baumberger, affichiste, peintre et scénographe suisse († 26 décembre 1961).
- 23 mai : Ferruccio Baruffi, peintre italien († 19 octobre 1958).
- 24 mai : René Fleury, coureur cycliste français († 23 janvier).
- 25 mai : Lucien Adrion, peintre et aquarelliste français († 1953).
- 28 mai : José Padilla Sánchez, compositeur espagnol († 25 octobre 1960).

- 1er juin : Charles Kay Ogden, linguiste britannique († 21 mars 1957).
- 3 juin : Anne-Marie Bernay, peintre française († 4 mars 1935).
- 6 juin : Daniel L. Haynes, acteur et chanteur américain († 29 juillet 1954).
- 10 juin :
  - Robert Barrat, acteur américain († 7 janvier 1970).
  - Henry Sené, peintre français († 10 avril 1961).
- 11 juin : Anna Akhmatova, poétesse russe († 5 mars 1966).
- 14 juin : Eddy Waller, acteur américain († 20 août 1977).
- 15 juin : Jean Hillemacher, peintre français († 6 septembre 1914).
- 17 juin : Marcello Fabri, poète, pamphlétaire, essayiste, écrivain, dramaturge, philosophe, critique d'art et peintre français († 28 décembre 1945).
- 23 juin : Martin Cayla, musicien et éditeur de musique auvergnate († 28 janvier 1951).
- 26 juin : John Greenwood, compositeur britannique († 15 avril 1975).
- 27 juin :
  - G. H. Mulcaster, acteur britannique († 19 janvier 1964).
  - Hélène Perdriat, peintre figurative et graveuse française († 23 juin 1969).
- 29 juin :  Jean-Félix Pédegert, religieux catholique et poète français (° 3 mars 1809).

- 5 juillet : Jean Cocteau, écrivain, cinéaste et dessinateur français († 11 octobre 1963).
- 9 juillet : Horace Alexander, quaker britannique, professeur et écrivain, pacifiste et ornithologue († 30 septembre 1989).
- 13 juillet : Vassili Oulrikh, haut magistrat russe puis soviétique († 7 mai 1951).
- 15 juillet :
  - Aleksandrs Drēviņš, peintre russe puis soviétique († 26 février 1938).
  - Marco de Gastyne, peintre et réalisateur français († 8 novembre 1982).
- 18 juillet : Georges Annenkov, peintre, décorateur de cinéma et costumier russe puis soviétique († 12 juillet 1974).
- 23 juillet : Louis William Graux, peintre, graveur et illustrateur français († 22 novembre 1962).
- 24 juillet : Murray Kinnell, acteur britannique († 11 août 1954).
- 25 juillet : Giangiacomo Borghese, homme politique italien († 27 septembre 1954).
- 26 juillet : Pierre-Henri Ducos de La Haille, peintre français († 19 janvier 1972).
- 29 juillet : Ubaldo Oppi, peintre italien († 25 octobre 1942).
- 31 juillet : Júlíana Sveinsdóttir, peintre et artiste textile islandaise († 17 avril 1966).

- 7 août : Léon Brillouin, physicien franco-américain († 4 octobre 1969).
- 8 août : Oto Skulme, peintre, graphiste et décorateur de théâtre letton († 22 mars 1967).
- 9 août : Nicolas Eekman, peintre figuratif néerlandais († 13 novembre 1973).
- 10 août :
  - Armstrong Gibbs, compositeur anglais († 12 mai 1960).
  - Sabá H. Sueyro, militaire argentin († 17 juillet 1943).
- 12 août : 
  - Eleazar Sukenik, archéologue israélien, professeur à l'université hébraïque de Jérusalem († 28 février 1953).
  - Sid Jordan, acteur américain essentiellement actif pendant la période du cinéma muet († 30 septembre 1970).
- 15 août : Jan Mankes, peintre néerlandais († 23 avril 1920).
- 16 août : Robert Falbisaner, résistant français († 26 février 1957).
- 20 août : 
  - Juliette Émilie Debes, peintre et portraitiste française († 10 juillet 1979).
  - Roman Dressler, peintre austro-hongrois puis tchécoslovaque († 20 juillet 1963).
  - David Kakabadzé, peintre, graphiste et scénographe russe puis soviétique († 10 mai 1952).
- 25 août : Aslaug Vaa, écrivaine, poétesse et dramaturge norvégienne († 25 novembre 1965).
- 30 août : Bodil Ipsen, réalisatrice danoise († 26 novembre 1964).

- 1er septembre : Glenn Anders, acteur de théâtre américain († 28 octobre 1981).
- 6 septembre : Jeanne Dubut, peintre française († 6 janvier 1972).
- 10 septembre : Paul Sibra, peintre français († 24 mars 1951).
- 15 septembre :
  - Robert Benchley, humoriste, acteur, journaliste et scénariste américain († 21 novembre 1945).
  - Alfred Grenda, coureur cycliste australien naturalisé américain († 30 mai 1977).
- 16 septembre : Mercédès Jellinek, baronne von Schllosser puis von Wogl (+ 23 février 1929).
- 17 septembre : Domenico Valinotti, peintre italien († 10 octobre 1962).
- 21 septembre : Gabriel Charlopeau, peintre français († 16 juin 1967).
- 23 septembre : Walter Lippmann, intellectuel, écrivain, journaliste et polémiste américain († 14 décembre 1974).
- 25 septembre :
  - Bartolomeo Aimo, coureur cycliste italien († 11 décembre 1970).
  - Kamesuke Hiraga, peintre, dessinateur et graveur japonais († 5 novembre 1971).
- 26 septembre :
  - Ivan Mosjoukine, acteur et cinéaste russe († 17 janvier 1939).
  - Martin Heidegger, philosophe allemand († 26 mai 1976).
- 28 septembre :
  - François Heigel, peintre français († 18 juin 1966).
  - Seán Keating, peintre irlandais († 21 décembre 1977).

- 3 octobre : Alan Dinehart, acteur, dramaturge et metteur en scène américain († 17 juillet 1944).
- 7 octobre : Erich Büttner, peintre allemand († 7 septembre 1936).
- 8 octobre : Philippe Thys, coureur cycliste belge († 16 janvier 1971).
- 10 octobre : Han van Meegeren, peintre néerlandais († 30 décembre 1947).
- 14 octobre : Marcel Mouillot, peintre français († 17 janvier 1972).
- 17 octobre : Fred Church, acteur, réalisateur et scénariste américain du cinéma muet († 7 janvier 1983).
- 18 octobre : André Fraye, peintre, illustrateur et graveur français († 20 janvier 1963).
- 20 octobre : Suzanne Duchamp-Crotti, peintre française († 11 septembre 1963).
- 21 octobre : Félix Del Marle, peintre français († 2 décembre 1952).
- 25 octobre :
  - Ezio Corlaita, coureur cycliste italien († 20 septembre 1967).
  - Abel Gance, réalisateur français († 10 novembre 1981).
- 27 octobre :
  - Bruno Biagi, homme politique italien † 22 décembre 1947).
  - Willy Eisenschitz, peintre français d'origine autrichienne († 8 juillet 1974).
- 28 octobre : 
  - Juliette Béliveau, actrice québécoise († 26 août 1975).
  - Bessie Te Wenerau Grace, enseignante et éducatrice maorie néo-zélandaise († 20 juin 1944).
- 29 octobre : Ludomir Sleńdziński, peintre figuratif, sculpteur et pédagogue polonais († 26 octobre 1980).
- 30 octobre :
  - Léon Delarbre, peintre français et conservateur du musée de la ville de Belfort († 20 mai 1974).
  - Giuseppe Montanari, peintre italien († 1976).

- 3 novembre : 
  - Heinrich Campendonk, peintre, graveur et dessinateur de vitrail allemand († 9 mai 1957).
  - Łucja Frey, médecin et neurologue polonaise († 1942).
- 4 novembre : Jamnalal Bajaj, industriel indien († 11 février 1942).
- 7 novembre : George Davis, acteur américain d'origine néerlandaise († 19 avril 1965).
- 8 novembre : Édouard Devernay, compositeur et organiste français († 5 juillet 1952).
- 10 novembre : Claude Rains, acteur britannique († 30 mai 1967).
- 14 novembre : 
  - Taha Hussein, romancier, essayiste et critique littéraire égyptien († 28 octobre 1973).
  - Jawaharlal Nehru, homme d'État indien († 27 mai 1964).
- 18 novembre :
  - Stanislav Kossior, homme politique russe puis soviétique († 26 février 1939).
  - Zoltán Tildy, homme politique hongrois († 3 août 1961).
- 19 novembre : Élisabeth Branly-Tournon, peintre française († 25 juin 1972).
- 20 novembre : Edwin Hubble, astronome américain († 28 septembre 1953).
- 24 novembre : Kim Jwa-jin, anarchiste coréen († 24 janvier 1930).
- 30 novembre : Monica Whately, suffragette britannique († 12 septembre 1960).

- 3 décembre : Cyrillus Kreek, compositeur estonien († 26 mars 1962).
- 4 décembre : Abdelhamid Ben Badis, figure emblématique du mouvement réformiste musulman en Algérie († 16 avril 1940).
- 10 décembre : Ray Collins, acteur américain († 11 juillet 1965).
- 11 décembre : Thérèse Clément, peintre de paysages et de marines française († 1984).
- 12 décembre : Otto Scheff, nageur et homme politique austro-hongrois puis autrichien († 26 octobre 1956).
- 20 décembre : Alice Halicka, peintre et dessinatrice polonaise naturalisée française († 30 décembre 1974).
- 22 décembre : Natan Altman, peintre, sculpteur, illustrateur et décorateur de théâtre russe puis soviétique († 12 décembre 1970).
- 23 décembre :
  - Juan Ruiz Casaux, violoncelliste, chef d'orchestre et professeur de musique espagnol († 16 janvier 1972).
  - János Kmetty, peintre hongrois († 16 novembre 1975).
- 27 décembre : Jean Lachaud, peintre, graveur, céramiste et décorateur français († 1952).
- 31 décembre : John H. Collins, acteur, scénariste et réalisateur américain († 23 octobre 1918).

- 1889 ou 1890 :
- Müfide Kadri, peintre ottomane († 1912).

- Date précise inconnue :
  - Paul Boesch, artiste peintre et peintre héraldiste suisse († 1969).
  - Ana Rosa Chacón, féministe et femme politique costaricienne († 28 mars 1985).
  - Wanda Chełmońska, peintre polonaise († 15 novembre 1971).
  - Louis Hélié, résistant français († 19 août 1944).
  - José Magdalena, coureur cycliste espagnol († 19 juillet 1977).
  - Herbert Langford Reed, acteur, scénariste et réalisateur britannique († 11 mars 1954).
  - Luis Reñé, footballeur espagnol († 2 juillet 1963).
  - José Rodríguez Vázquez, footballeur espagnol († 1972).
  - Nellie Yu Roung Ling, danseuse chinoise († 16 janvier 1973).

- Vers 1889 :
- Jasper Garnett, homme politique fidjien († 23 octobre 1951).

## Décès en 1889
- 8 janvier : Eugène Lavieille, peintre français (° 29 novembre 1820).
- Pierre Edmond Alexandre Hédouin, peintre et graveur français (° 16 juillet 1820).
- 13 janvier : William Cropper, footballeur anglais (° 27 décembre 1862).
- 23 janvier : Alexandre Cabanel, peintre français (° 28 septembre 1823).
- 30 janvier :
  - Rodolphe d'Autriche, membre de la Maison Impériale et Royale d'Autriche-Hongrie, Archiduc d’Autriche et Prince héritier de l’Empire austro-hongrois (° 21 août 1858)
  - Marie Vetsera, noble autrichienne et la dernière des maîtresses de l'archiduc Rodolphe d'Autriche (° 18 mars 1871).

- 12 février : Frédéric Barbier, compositeur français (° 15 novembre 1829).
- 20 février : Johann Wilhelm Preyer, peintre allemand (° 19 juillet 1803).

- 10 mars : Karl Davidov, violoncelliste russe (° 27 mars 1838).
- 14 mars : Enrico Tamberlick, chanteur d'opéra italien (° 16 mars 1820).
- 15 mars : Auguste Anastasi, peintre français (° 15 novembre 1820).
- 18 mars : Fortuné Viau, peintre français (° 26 mars 1812).

- 2 avril : Armand Félix Marie Jobbé-Duval, peintre et homme politique républicain français (° 17 juillet 1821).
- 6 avril : Frederick Ouseley, compositeur, organiste, musicologue et prêtre anglais (° 12 août 1825).
- 7 avril : Youssef Bey Karam, patriotiste libanais (° 5 mai 1823).
- 8 avril : Jean-Baptiste Arban, cornettiste, enseignant et compositeur français (° 28 février 1825).
- 9 avril : Eugène Chevreul, chimiste français (° 31 août 1786).
- 16 avril :  Joseph Navlet, peintre d'histoire français (° 11 février 1821).
- 22 avril : Jules-Pierre-Michel Dieterle, architecte, dessinateur, peintre, peintre sur porcelaine, sculpteur et décorateur français (° 9 février 1811).
- 23 avril : Jules Barbey d'Aurevilly, écrivain français (° 2 novembre 1808).

- 12 mai : Léon Houtart, industriel et homme politique français (° 28 décembre 1817).
- 13 mai : Louis-Pierre Spindler, peintre, illustrateur et dessinateur français (° 30 juin 1800).
- 21 mai : Gaston Planté, physicien français (° 22 avril 1834).
- 29 mai : Alexis-Joseph Mazerolle, peintre français(° 29 juin 1826).

- 21 juin : Bocanegra (Manuel Fuentes y Rodríguez), matador espagnol (° 21 mars 1837).
- 22 juin : Ricardo López Jordán, chef militaire et homme politique argentin (° août 1822).
- 29 juin : Nikolaï Tchekhov, peintre russe (° 23 mai 1858).

- 4 juillet : Auguste Mermet, compositeur français (° 5 janvier 1810).
- 5 juillet : Agathon Klemt, historien d'art et peintre austro-hongrois  (° 27 juillet 1830).
- 8 juillet : Florian Miładowski, compositeur polonais (° 4 mai 1819).
- 19 juillet : Gustav Lange, pianiste et un compositeur allemand (° 13 août 1830).
- 20 juillet :
  - Anton Ausserer, naturaliste allemand spécialiste des araignées (° 5 juillet 1843).
  - Elvira Madigan, artiste de cirque danoise (° 4 décembre 1867).
- 30 juillet :  Julius Stein, journaliste et homme politique allemand (° 12 juillet 1813).

- 1er août :
  - Armand Hayem, homme de lettres et homme politique français (° 24 juillet 1845).
  - Ivan Kukuljević Sakcinski, homme politique et écrivain croate (° 29 mai 1816).
  - Meta Wellmer, écrivaine allemande (° 18 décembre 1826).
- 12 août : Jean-Baptiste Frénet, peintre, sculpteur, photographe et homme politique français (° 31 janvier 1814).
- 15 août : Aimé-Victor-François Guilbert, cardinal français, archevêque de Bordeaux (° 15 novembre 1812).
- 24 août : Alexandre von Kotzebue, peintre germano-balte né sujet de l'Empire russe (° 9 juin 1815).
- 25 août : Édouard Hostein, peintre français (° 30 septembre 1804).

- 2 septembre : Zahari Stoyanov, révolutionnaire, écrivain et historien bulgare (° 1850).
- 3 septembre : Louis Marius Eugène Grandjean, peintre et littérateur français (° 3 septembre 1811).
- 14 septembre : Francesco Gonin, peintre italien (° 16 novembre 1808).
- 28 septembre : Louis Léon César Faidherbe, ancien gouverneur du Sénégal, grand chancelier de la Légion d'honneur (° 3 juin 1818).

- 3 octobre :  Karel Miry, compositeur belge (° 14 août 1823).
- 6 octobre : Jules Dupré, peintre français (° 5 avril 1811).
- 8 octobre : Chohachi Irie, plâtrier japonais (° 7 septembre 1815).
- 10 octobre : Adolph von Henselt, pianiste et compositeur allemand (° 9 mai 1814).
- 11 octobre : James Prescott Joule, physicien britannique (° 24 décembre 1818).
- 18 octobre : Antonio Meucci, inventeur italien (° 13 avril 1808).
- 19 octobre : Louis Ier, roi de Portugal de 1861 à 1889 (° 31 octobre 1838).
- 20 octobre : Daniele Ranzoni, peintre italien (° 3 décembre 1843).
- 22 octobre :  Olivier Métra, compositeur et chef d'orchestre français (° 2 juin 1830).
- 24 octobre : Loïsa Puget, compositrice française (° 11 février 1810).
- 27 octobre : Ludovic-Napoléon Lepic, peintre et graveur français (° 17 décembre 1839).
- 28 octobre : Alexander Morris, homme politique canadien (° 17 mars 1826).

- 16 novembre : Amalie Bensinger, peintre allemande (° 28 mars 1809).
- 19 novembre : Ferdinand Heilbuth, peintre français d’origine allemande (° 27 juin 1826).
- 22 novembre : Eugène-Stanislas Oudinot, peintre-verrier français (° 3 avril 1827).
- 24 novembre : Frederic Clay, compositeur anglais (° 3 août 1838).

- 6 décembre : 
  - Jefferson Davis, Président des États confédérés d'Amérique (° 3 juin 1808).
  - Champfleury, de son vrai nom Jules Husson, écrivain français (° 10 septembre 1821).
- 21 décembre : Eugène de Bassano, explorateur de mine, entrepreneur et homme politique français (° 5 novembre 1806).
- 25 décembre : Jules Garnier, peintre français (° 22 janvier 1847).
- 27 décembre : Eduard Bendemann, peintre allemand (° 3 décembre 1811).

- Date inconnue :
  - Nikola Marković, peintre serbe (° 1845).
  - Jean-Joseph Thorelle, peintre et graveur français (° 11 mai 1806).